# Ophrys konyana
Ophrys konyana là một loài thực vật có hoa trong họ Lan. Loài này được Kreutz & Ruedi Peter mô tả khoa học đầu tiên năm 2007.